# Antonio Guadagnoli

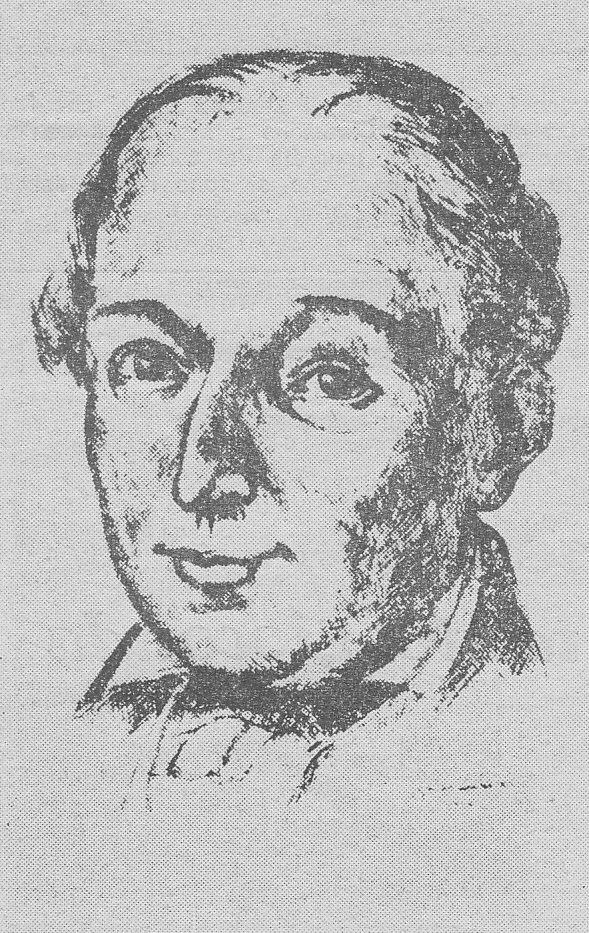
Antonio Guadagnoli

Antonio Guadagnoli (sprich: guadánjoli), (* 1798 in Arezzo; † 21. Februar 1858 in Cortona) war ein italienischer Lyriker der heiteren Gattung.
Obgleich einer Patrizierfamilie entstammend, verbrachte er seine Jugend in dürftigen Verhältnissen, ohne die ihm angeborene heitere Laune zu verlieren. Seinen Gedichten, von denen manche, wie Il naso, La ciarla, L'abito, La lingua di una donna als Musterstücke ihrer Art gelten, gebricht es nicht an lebhaftem Witz, ohne dass die Satire in denselben verletzend erscheint. In seinem engern Vaterland Toscana genoss Guadagnoli eine außerordentliche Popularität. Seine Raccolta di poesie giocose (Florenz 1838) ist oft aufgelegt worden. Später erschien: Raccolta completa delle poesie giocose edite ed inedite (Mailand 1872, zuletzt 1880).